# Solidago virgaurea
Espèce
Solidago virgaurea, la Solidage verge d'or ou Baguette d'Aaron ou encore Herbe des Juifs, est une espèce de plantes à fleurs du genre des Solidages et de la famille des Astéracées. Il existe de nombreuses sous-espèces et variétés différentes. Cette plante pousse à profusion à la fin de l'été. Son nom viendrait de ses propriétés thérapeutiques, en effet solidor signifie consolider en latin.
Il ne faut pas confondre cette plante avec d'autres espèces du genre Solidago qui portent des noms vernaculaires identiques.

## Description
C'est une plante herbacée dressée à rhizome pivotant. Les fleurs sont jaunes et disposée en plumeau.

### Botanique
- Herbe vivace pouvant atteindre 80 cm de haut
- Tige rouge violacée
- Feuilles alternes, lancéolées et crénelées
- Grappes allongées de capitules de fleurs jaunes de 1 à 2 cm de large. Le regroupement des fleurs en grappes denses compense la faible production individuelle de nectar et permet ainsi d'attirer les insectes[1].
- Fruits : akènes côtelés jaunâtres

### Répartition
Elle est originaire d'Europe.
La plante se retrouve dans les clairières, les bois secs, les rocailles. Elle est commune en France mais on la trouve plus fréquemment en zone montagneuse, surtout dans le sud. Elle est rare en région méditerranéenne.
Cette solidage apparaît en fin de saison, entre juillet et octobre, principalement sur les reliefs, dans les éboulis et pentes rocailleuses des étages collinéen et montagnard. En altitude, la sous-espèce alpestris (ou chez certains auteurs minuta) se différencie par une taille plus petite (5 à 20 cm) et des capitules en moyenne plus gros (1,5 à 2 cm de large). On la trouve entre 1 500 mètres et 2 800 mètres d'altitude.

### Composants chimiques
Elle est riche en tanins, en acides polyphéniques, en silice et en saponines, mais aussi en inuline, résine, essence et mucilage.

## Utilisation

### Pharmacopée
Les fleurs sont utilisées en infusion comme diurétique, et utilisées contre les maladies des reins (calculs rénaux) et de la vessie (cystites et calculs vésicaux).
Elle est utile contre l'insuffisance hépatique et les affections rhumatismales et arthritiques. Elle favorise l'activité biliaire et a des vertus digestives. Elle est typique des drainages de l'organisme pour expulser les toxines lors de maladies de peau.
Elle est aussi utilisée comme hémostatique en application sur les plaies ou comme adjuvant dans le traitement de certaines affections rhumatismales, ulcères ou catarrhes digestifs.
- Propriétés : Veinotonique, anti-diarrhéique, action dépurative, diurétique.

## Galerie de photos

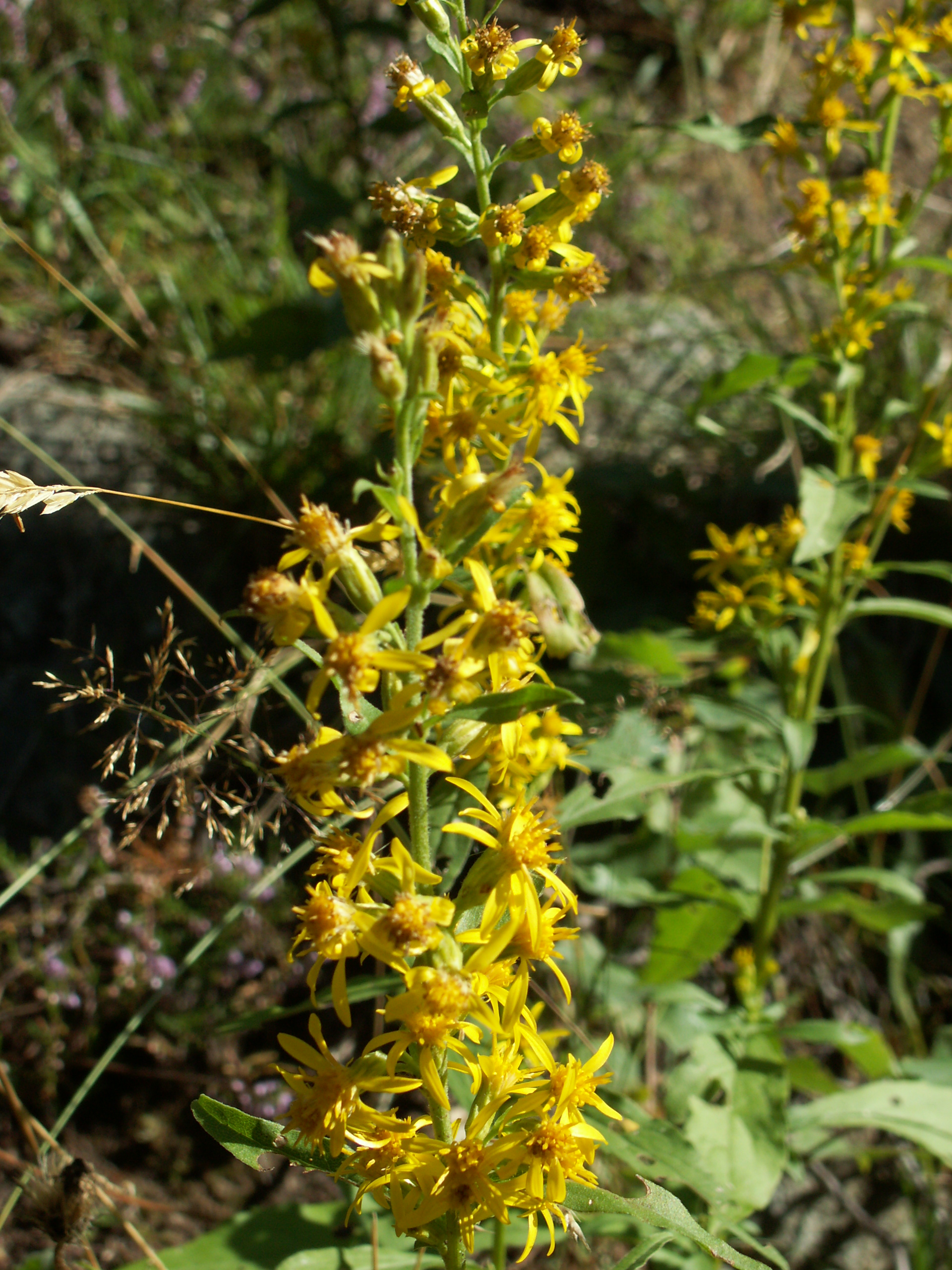
Verge d'or.
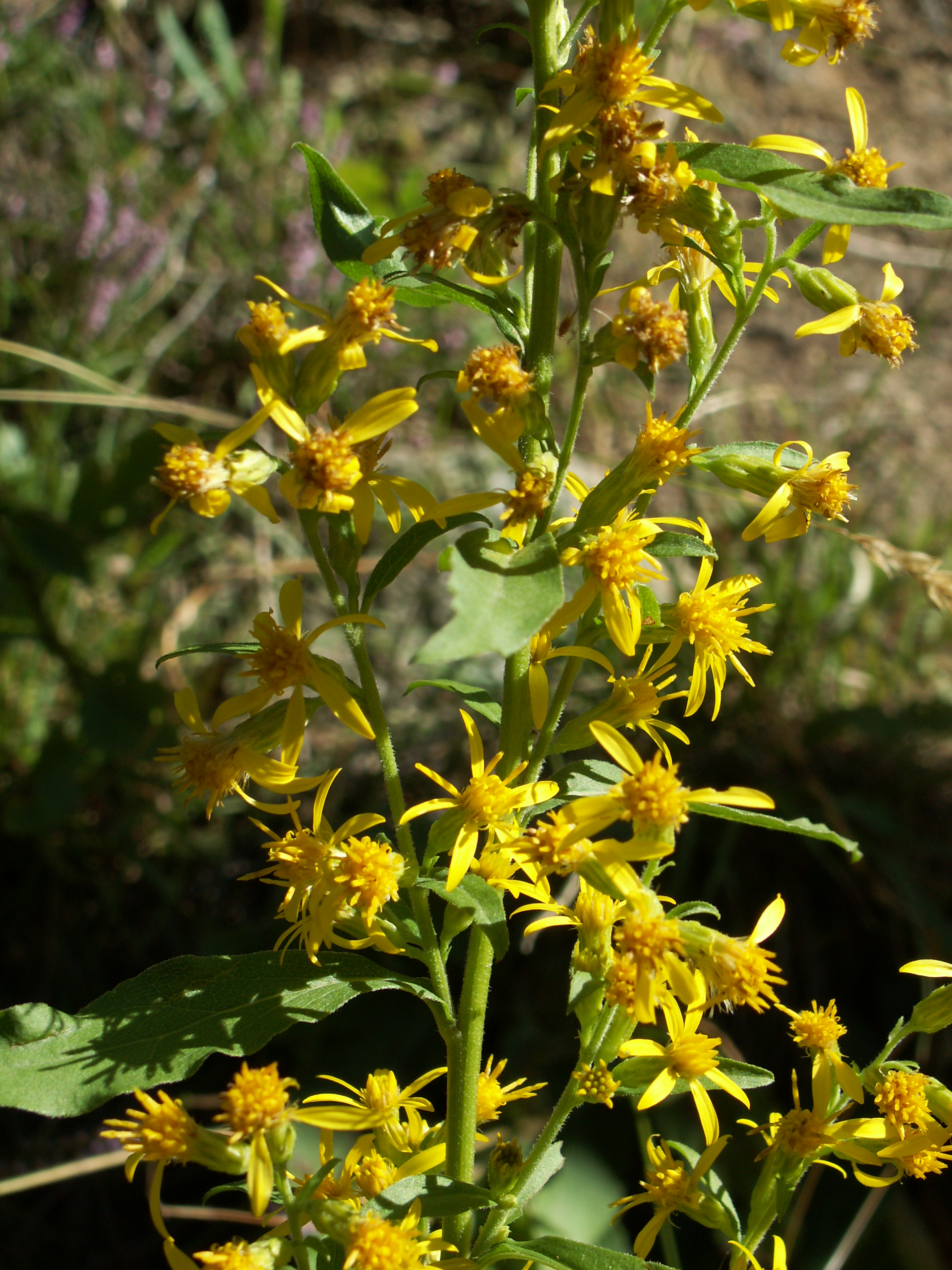
Verge d'or.
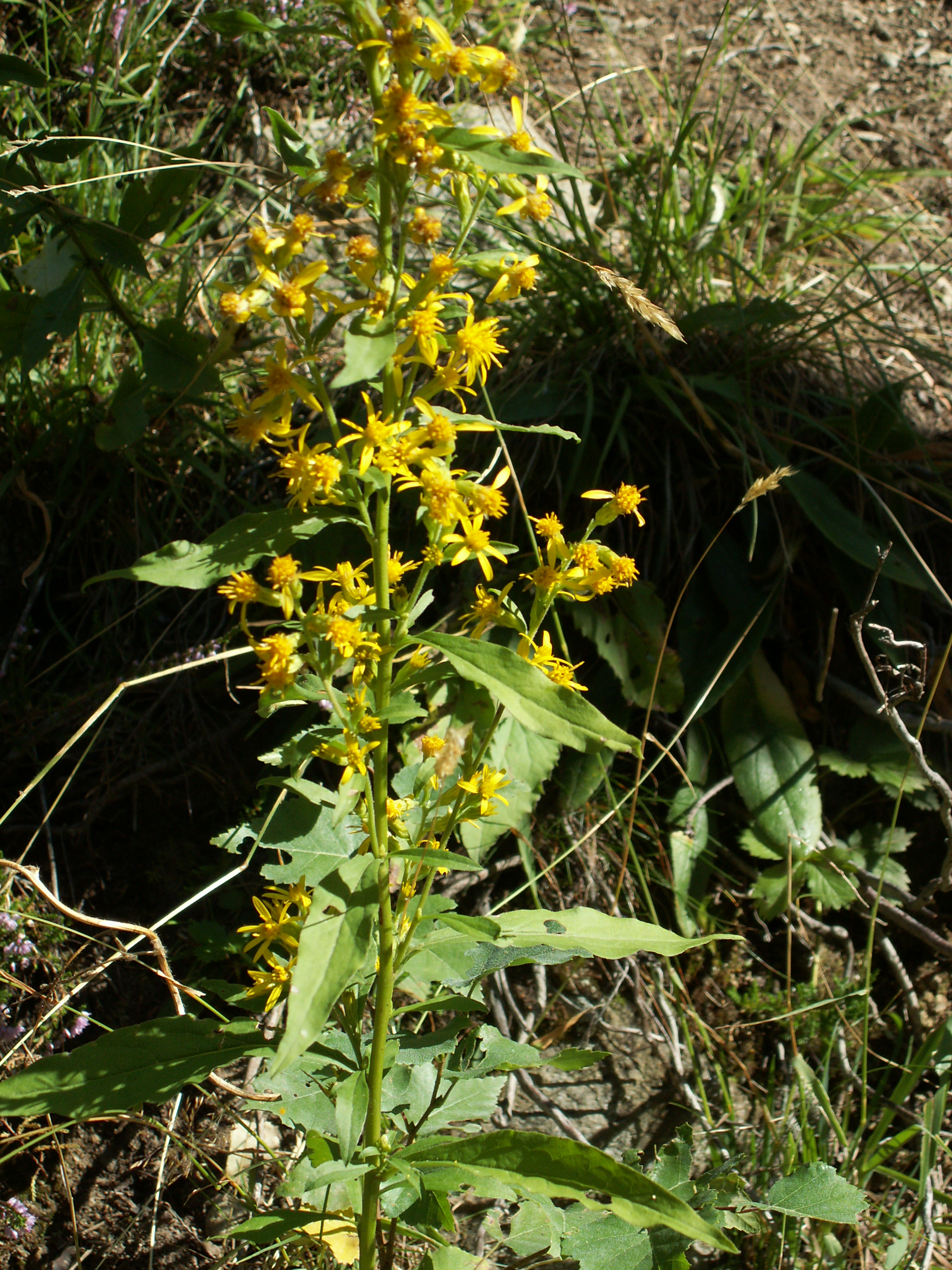
Verge d'or.
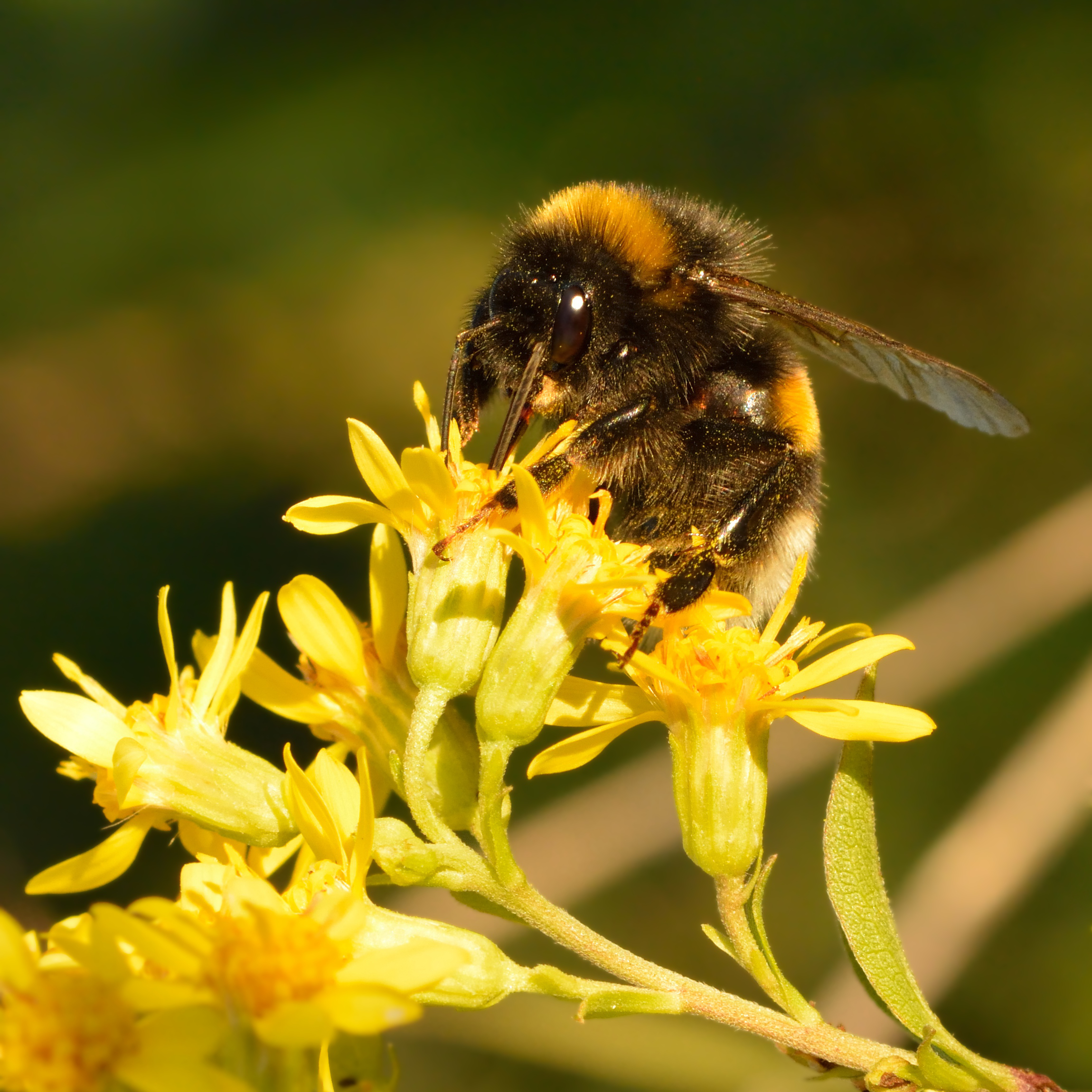
Pollinisation.